# USS Savannah (CL-42)
Pour les autres navires du même nom, voir USS Savannah.
L'USS Savannah (CL-42) est un croiseur léger de classe Brooklyn construit pour l'United States Navy dans les années 1930. Il est le quatrième navire baptisé du nom de la principale ville de l'état de Georgie.
Le Savannah est mis sur cale aux chantiers navals de la New York Shipbuilding Corporation de Camden (New Jersey) le 31 mai 1934, il est lancé le 8 mai 1937 et admis au service actif à l'arsenal de Philadelphie le 10 mars 1938.

## Historique

### Entre-deux-guerres
Après une croisière de mise en condition à Cuba et à Haïti au printemps, le nouveau croiseur regagna Philadelphie le 3 juin 1938 pour les traditionnelles modifications et avant les tout derniers essais au large du Maine. La guerre devenant probable en Europe, l'US Navy décide de renforcer les navires prépositionnés au large du vieux continent et envoie le Savannah qui quitte Philadelphie le 26 septembre 1938 pour Portsmouth, où il arrive le 4 octobre 1938. Les accords de Munich ayant apaisé la situation, le croiseur regagna les États-Unis et Norfolk où il arriva le 18 octobre 1938. Après les traditionnelles manœuvres hivernales dans les Caraïbes, le croiseur visita sa ville marraine, Savannah du 12 au 20 avril 1939. Un mois plus tard, le 26 mai, il appareilla de Norfolk pour la Californie, franchissant le canal de Panama le 1er juin et arriva à San Diego le 17 juin, le croiseur étant désormais basé à Long Beach.
Alternant entre Long Beach et Pearl Harbor, le croiseur quitta Pearl Harbor le 19 mai pour Boston via le canal de Panama et Cuba, arrivant à destination le 17 juin 1941. Comme navire amiral de la 8e division de croiseurs, le Savannah multiplia les patrouilles de neutralité destinés à faire respecter la neutralité américaine, patrouilles qu'il mena entre Cuba et la Virginie, notamment en compagnie du porte-avions Wasp en août 1941. Il assura également des escortes de convois jusqu'au milieu de l'Atlantique où les britanniques prenaient le relais.

### Seconde Guerre mondiale
Le jour de l'attaque de Pearl Harbor, le croiseur était à quai à New York, mais il appareilla le même jour pour la baie de Casco dans le Maine, avant de gagner Recife où il retrouva le 12 janvier 1942 le porte-avions Ranger. En compagnie du porte-avions, le Savannah fut chargé de surveiller les navires français vichystes réfugiés aux Antilles qui pourraient tenter de rentrer en métropole, tout en patrouillant dans le nord des Bermudes. Le 7 juin 1942, il quitta les Bermudes pour l'arsenal de Boston où il entra le 9 juin 1942 afin de subir un petit carénage jusqu'au 15 août avant de commencer un entrainement intensif en vue de l'opération Torch, le débarquement allié en Afrique du Nord.
Intégré à la Western Naval Task Force (en) de l'amiral Henry Kent Hewitt et plus précisément du Northern Attack Group (contre-amiral Kelly), le Savannah appareilla de Norfolk le 24 octobre, retrouvant le reste de son groupe quatre jours plus tard.

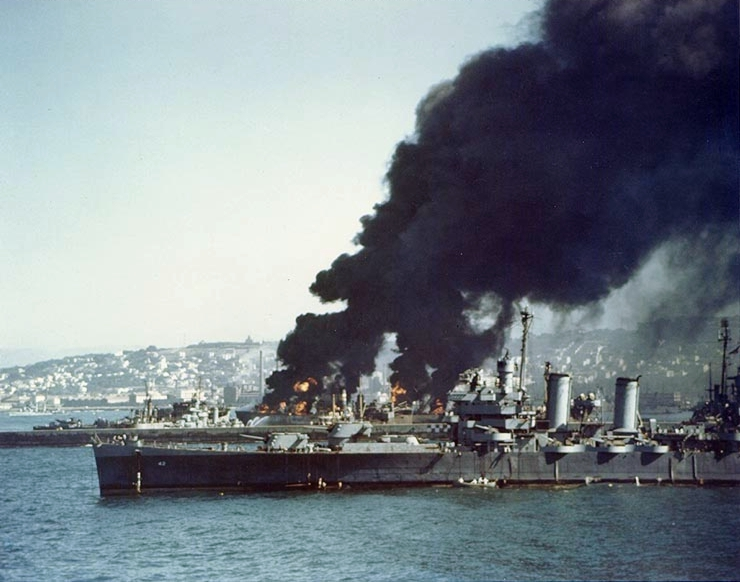
Le Savannah à Alger le 16 juillet 1943.

Dans la nuit du 7 au 8 novembre 1942, la force d'invasion qui avait jusque-là fait route groupée se sépare en fonction des objectifs, le groupe du Savannah, qui était également composé du cuirassé Texas, des porte-avions d'escorte Sangamon et Chenango, de neuf destroyers et de huit transports devant débarquer à Port Lyautey. Lors de la bataille de Port Lyautey, le Savannah pilonna les défenses côtières françaises dont les batteries avaient déjà ouvert le feu sur les navires de débarquement. Les canonniers américains particulièrement adroits ou chanceux détruisirent au moins un canon de 138 mm et firent taire les autres. Comme les autres croiseurs, les hydravions du Savannah furent chargés de patrouilles ASM et de bombardement contre des objectifs littoraux, notamment des batteries côtières. Le cessez-le-feu fut proclamé le 11 novembre 1942 et quatre jours plus tard, le Savannah appareilla pour les États-Unis, arrivant à Norfolk le 30 novembre 1942. Après quelques réparations, le croiseur appareilla le jour de Noël pour Recife où il arriva le 7 janvier 1943 afin de participer aux patrouilles contre les corsaires et les forceurs de blocus allemands.
Il appareilla pour sa première patrouille le 12 janvier en compagnie du porte-avions d'escorte Santee et des destroyers. Mais à son retour à Recife le 15 février, il n'avait pas croisé un seul navire allemand. Il appareilla le 21 février pour une nouvelle patrouille et le 11 mars, intercepta le forceur de blocus Karin (ex-hollandais), en compagnie du destroyer Eberle. Alors que les marins américains s'apprêtaient à monter à bord, le navire explosa tuant plusieurs marins américains. 72 marins allemands furent faits prisonniers. Le croiseur regagna alors New York le 28 mars 1943 avant d'entrer en réparations puis d’enchaîner par un entrainement intense, en vue des futures opérations en Méditerranée.
Le 10 mai 1943, le croiseur appareilla de Norfolk en escorte d'un convoi transportant des G.I à Oran, arrivant à destination le 23 mai, avant d'entrer dans la phase active de la préparation de l'opération Husky, le débarquement en Sicile.
Le croiseur ouvrit le feu avec ses canons de 6 pouces peu avant l'aube le 10 juillet, lorsque débute la bataille de Gela. Le jour levé, le croiseur catapulta deux hydravions mais l'un d'eux fut abattu par un Me109 en maraude (le pilote C. A. Anderson fut tué et l'observateur Edward J. True fut blessé). Le Savannah perdra trois de ses quatre appareils ce jour-là. Les jours suivants, il assura un appui de feu à la demande des troupes au sol qui appréciaient l'efficacité militaire des tirs et leur effet psychologique, particulièrement démoralisant pour les soldats italiens.
Le 14 juillet, il regagna Alger pour repos et remise en état avant de reprendre du service dès le 19 juillet pour supporter la progression de la 7e armée américaine. Arrivant à Palerme le jour même, il assura cette mission d'appui avec le Philadelphia et des destroyers. Il assura également l'appui des débarquements tactiques menés derrière le front pour déstabiliser le dispositif italo-allemand.
Il regagna Alger à nouveau le 10 août avant de s’entraîner avec les troupes engagées dans l'opération Avalanche, le débarquement prévu à Salerne, dans la région de Naples. Quittant Mers El-Kébir le 5 septembre, le Savannah et les autres navires de son groupe, la TF 81 (Southern Task Force) du contre-amiral Hall composé de 18 transports et de 34 navires de débarquement, couverts par les croiseurs légers Philadelphia et Brooklyn (en plus du Savannah), le monitor Abercrombie, la canonnière hollandaise Florès et 17 destroyers américains.

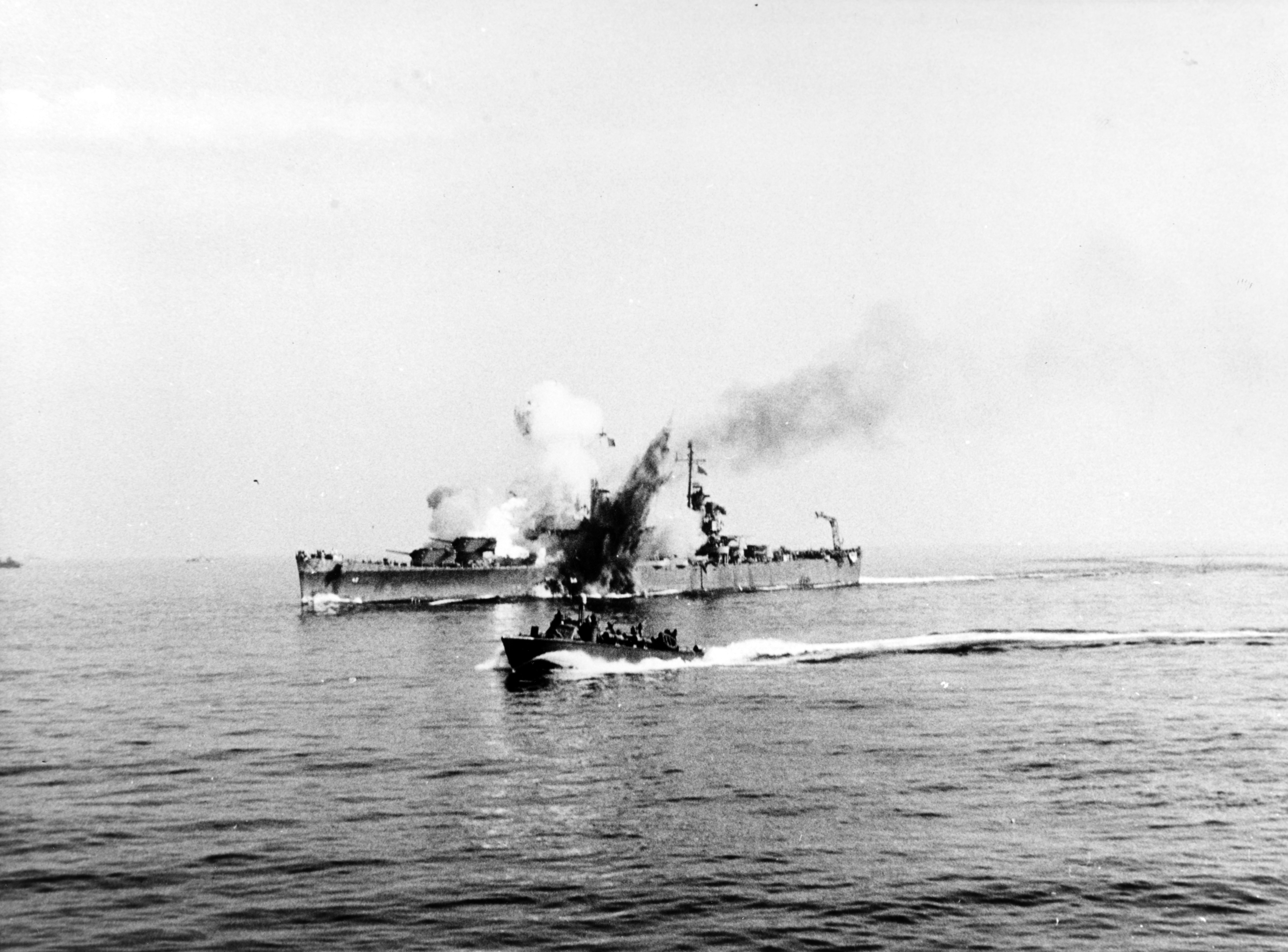
Le Savannah touché par une bombe aérienne allemande pendant l'opération Avalanche, le 11 septembre 1943.

Le Savannah pilonna les défenses de l'Axe le 8 septembre 1943, détruisant avec 57 obus de 6 pouces un canon sur voie ferrée mais aussi des concentrations de char. Il poursuivit sa mission d'appui jusqu'au 11 septembre lorsqu'il fut mis hors de combat par une bombe planante Fritz X lancée par un Dornier Do 217 que la DCA et les P38 en maraude furent incapables de détruire. La bombe planante pénétra le navire par le toit de la tourelle n°3, franchit trois ponts et explosa dans une salle destinée à la manutention des munitions, provoquant une brèche impressionnante. Les munitions explosèrent par sympathie ce qui compliqua la tache des équipes d'intervention. L'intervention prompte et efficace de l'équipage et des autres bâtiments sauvèrent le navire qui pu gagner par ses propres moyens Malte en fin d'après-midi après avoir perdu 197 marins plus 15 blessés graves. Quatre autres marins passèrent 60 heures enfermés dans un compartiment en partie inondée où ils ne furent sauvés qu'après l'arrivée du croiseur à Malte le 12 septembre.
Après des réparations d'urgence, le croiseur quitta la colonie britannique le 7 décembre pour Philadelphie via Tunis, Alger et les Bermudes. Arrivé à destination le 23 décembre, il resta en réparations durant les huit mois qui furent mis à profit pour renforcer la DCA.

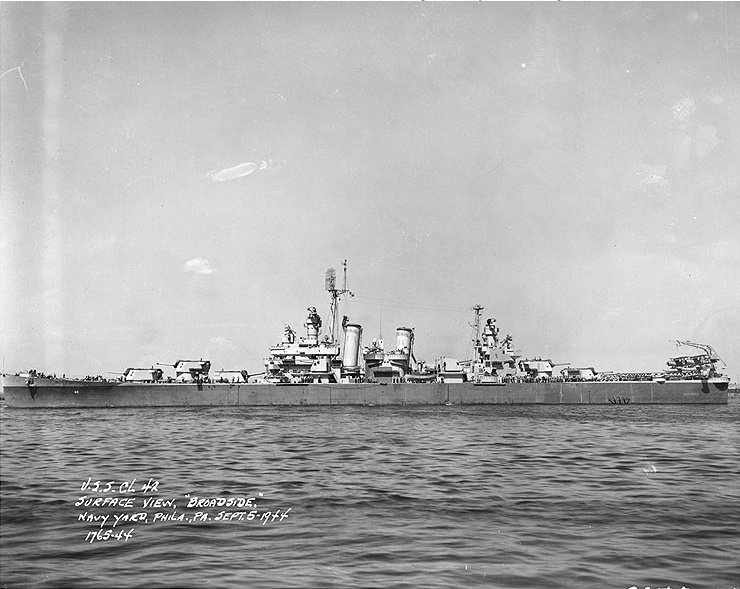
Le Savannah au Philadelphia Naval Shipyard le 5 septembre 1944.

La guerre était cependant terminée pour lui, le Savannah commença sa remise en condition en septembre 1944. Son premier déploiement d'outre-mer depuis le débarquement à Salerne fut l'escorte du croiseur lourd Quincy qui transportait à Yalta le président Roosevelt. Les deux croiseurs arrivèrent à Malte le 2 février, la délégation américaine terminant son voyage par avion.
Le Savannah quitta Malte le 9 février pour Alexandrie afin d'attendre le président Roosevelt qui devait embarquer sur le Quincy le 12 février. Les deux croiseurs quittèrent l'Égypte le 15 février et arrivèrent à Hampton Roads le 27 février 1945. Dès le lendemain, le croiseur reprit la mer puis gagna Newport son nouveau port d'attache le 8 mars.

### Après-guerre
Le croiseur fut utilisé comme navire d'entrainement pour les équipages des navires en construction ou en phase d'armement. Il effectua ensuite une croisière pour les élèves officiers de l'académie navale d'Annapolis du 7 juin au 30 septembre 1945, et d'appareiller le lendemain pour Pensacola, avant de participer à Savannah aux célébrations du Navy Day le 30 octobre 1945.
Après ces cinq jours à Savannah, le croiseur léger gagna Norfolk le 1er novembre avant de se préparer à l'opération Magic Carpet, le rapatriement de plusieurs millions de militaires américains au pays. Le Savannah quitta la Virginie le 13 novembre et s'amarra dans le port du Havre le 20 novembre, embarquant le lendemain 67 officiers et 1 370 sous officiers et hommes du rang, les ramenant à New York le 28 novembre. Il effectua une autre rotation le 17 décembre 1945.
Le 19 décembre 1945, le croiseur gagna l'arsenal de Philadelphie et c'est là qu'il fut mis en réserve le 22 avril 1946. Désarmé le 3 février 1947, il ne fût pas contrairement à ses sister-ships transférés à une marine sud-américaine en raison des dégâts reçus à Salerne. Rayé du Naval Vessel Register le 1er mars 1959, il fut vendu à la démolition le 25 janvier 1966 à la société Bethlehem Steel Company.

## Mémorial et hommages
À Savannah, en Géorgie, le Propeller Club des États-Unis érigea une fontaine commémorative pour les cinq navires ayant porté le nom de Savannah. La plaque la plus à droite sur le mur nord est celle du croiseur CL-42.

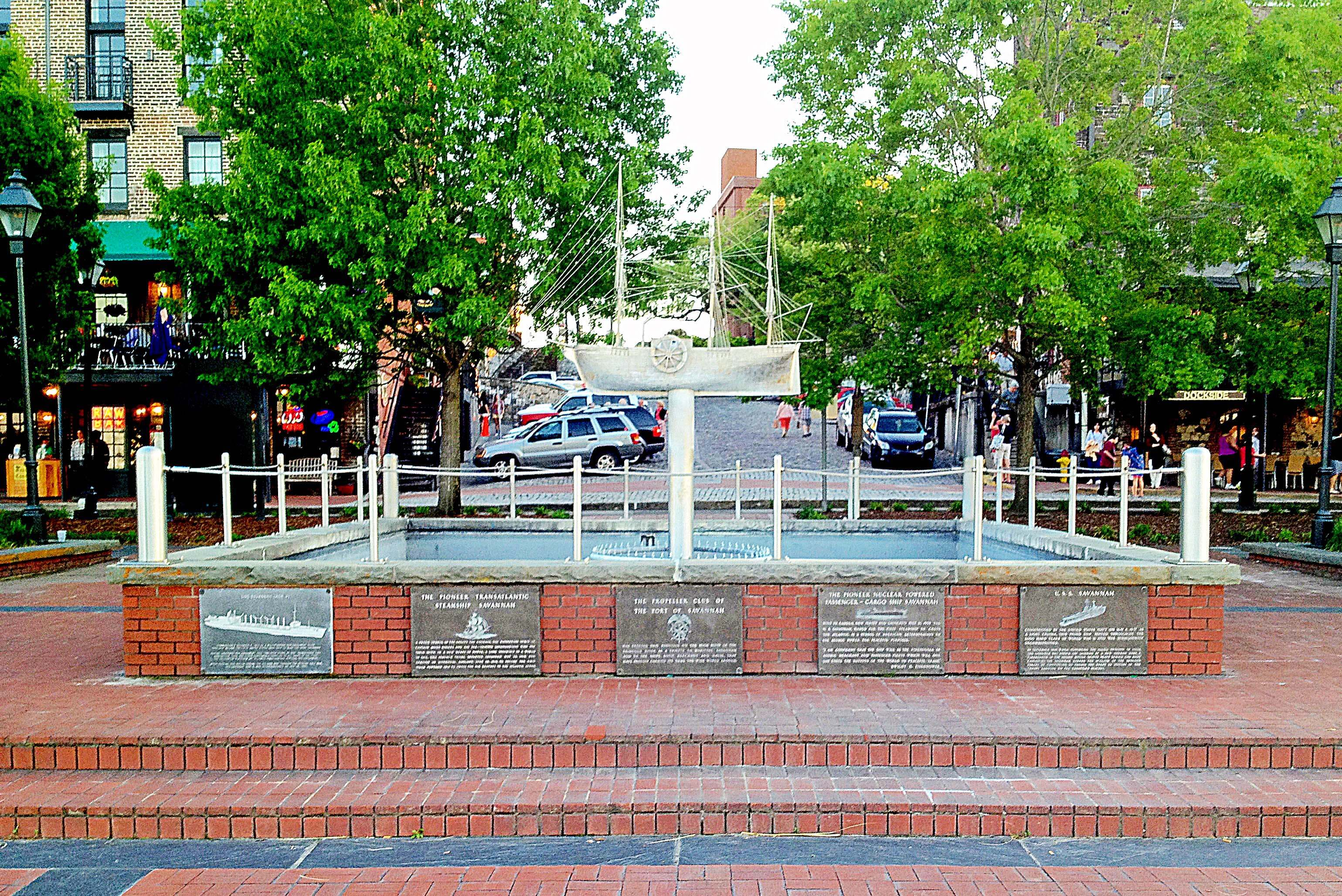
Fontaine mémorial dans la ville de Savannah.
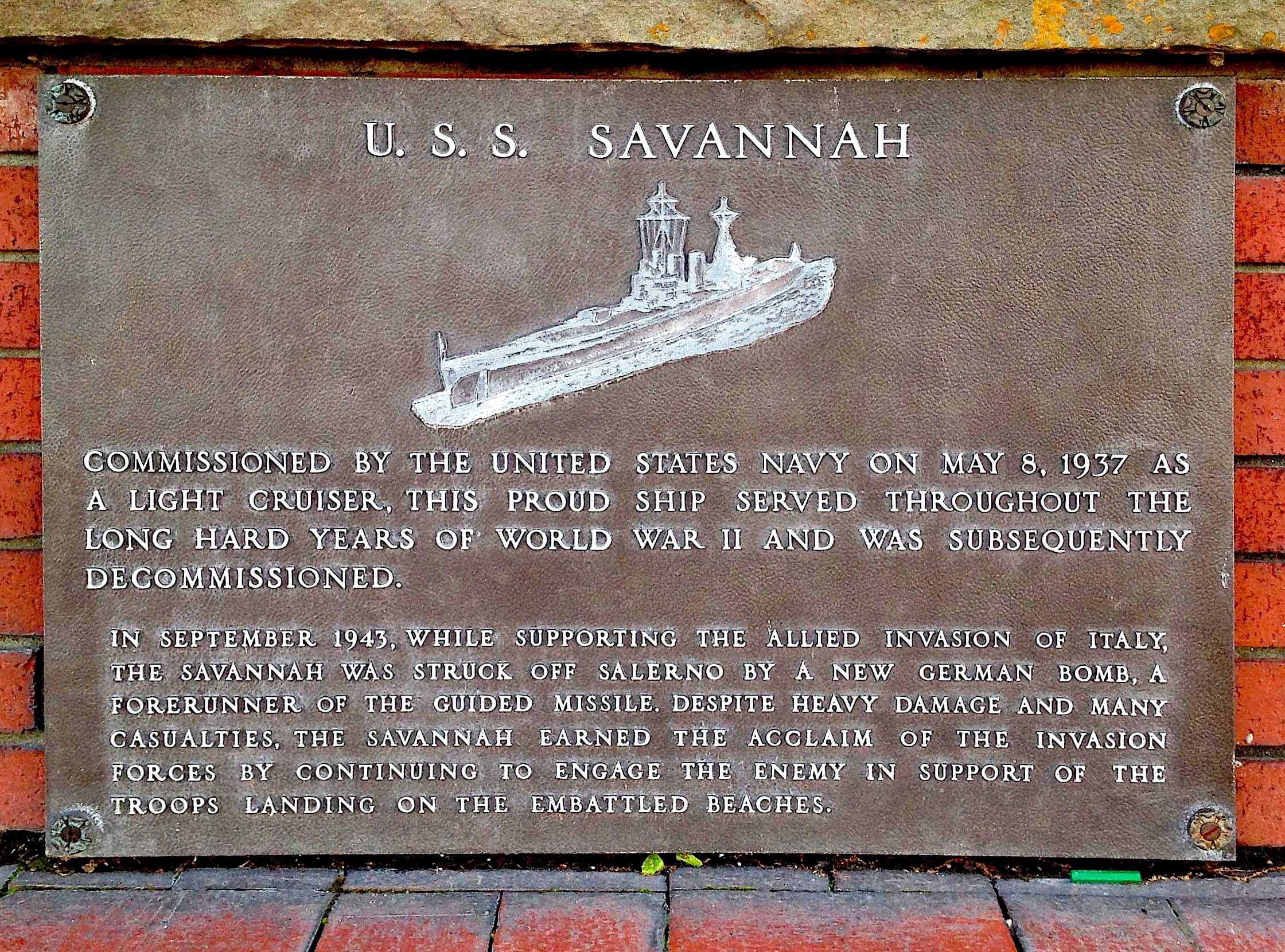
Plaque commémorative du croiseur Savannah.

À la fin de 2013, le musée maritime des navires de la ville présenta une exposition commémorant le soixante-dixième anniversaire de la participation du croiseur au débarquement de Salerne. L'hommage comprenait des photographies, un film d'actualité, le Muster Roll (en) du navire et des citations de membres d'équipage, de correspondants de guerre et des quartiers généraux du Savannah.
Le journal de la ville rapporta en 2013 que la 35e réunion en l'honneur du navire rassembla environ deux douzaines d'hommes d'équipage encore vivants.

## Décorations
Le Savannah a reçu trois Battle stars pour son service dans la Seconde Guerre mondiale.